# Евангелие от Юда
Евангелие от Юда е апокрифно евангелие от гностичен произход, преведено на коптски език най-вероятно в средата на II век от изчезнал гръцки оригинал. Текстът е псевдоепиграф и е написан от неизвестен автор от името на Юда Искариотски, апостола предател.
Текстът представя така историята на апостола Юда, като че ли Исус го е помолил да го предаде. След това се представя гностическата космология в лично видение, което е имал Юда, представен като най-достойния сред апостолите.
Изгубен в продължение на 18 века, текстът е намерен в Ел Миня, област Миня, Египет през 1978 г.

## Ръкописна традиция
Евангелието от Юда, както много гностически евангелия, с годините се изгубват заедно с изчезването на гностическата религия. През вековете са запазени само цитати в някои книги на Отците на Църквата. За първи път Евангелие на Юда (без да е сигурно, че е точно този вариант) е цитирано от св. Ириней Лионски в съчинението му „Срещу ересите“ (на латински: Adversus haereses), написано около 180 г.
| „                                              | "[... според каинитите] само Юда Предателят познава Истината както никой друг и чрез него се осъществява тайнството на предателството, вследствие на която всичко на земята и на небето става объркано. Те създадоха тази история, основана върху тези основи и я нарекоха Евангелие на Юда." | “ |
| Св. Ириней Лионски, Adversus haereses, I. 31,1 | |   |

Към края на 70-те години на XX век около Ел Миня в Египет е открит ръкопис на коптски, написан върху папирус, завързан с кожен ремък. Ръкописът, съставна част от „Кодекса на Чакос“, произхожда от периода между III и IV век. Този кодекс, с големина 66 страници, съдържа още:
- коментар на апокрифа „Първи апокалипсис на Яков“
- коментар на апокрифа „Послание на Петър до Филип“
- части от текст, най-вероятно става въпрос за „Книгата на Алоген“.

Въглеродното изследване на взетите проби от външната опаковка на ръкописа, направено в Аризонския Университет, показа различна датировка на документа – създаден е между 220 и 340 г. ± 50 години. Учените са предложили датировка на ръкописа, варираща между III и IV век. Други въз основа на палеографския метод смятат, че документът датира от края на IV век.
След една дълга серия от смени на собствениците, ръкописът остава запечатан за 16 години в секретна каса в Лонг Айлънд, САЩ, преди да бъде купен през 2000 г. от антикваря от Цюрих Фрида Нусбергер-Чакос за около 300 000 долара. След като два пъти се опитва да го препродаде, Чакос, притеснена за запазването на текста, го дава през 2001 г. на Меценатската фондация за антично изкуство в Базел за консервация и превод. Ръкописът е потвърден, че е автентичен и е преведен. Работата над него продължава пет години. За първи път някои от възстановените страници са показани на 6 април 2006 г. в седалището на Националното географско общество във Вашингтон, САЩ.

## Нови преводи
- The Gospel of Judas. Ed. by Rodolphe Kasser, Marvin Meyer, and Gregor Wurst with Additional Commentary by Bart D. Ehrman. Washington, D.C., 2006.
- Nagel, P. Das Evangelium des Judas. – Zeitschrift für die Neutestamentliche Wissenschaft und Kunde der Alteren Kirche, 98, 2007, № 2.2, 213 – 276.
- The Restored New Testament: A new translation with commentary, including the Gnostic Gospels, Thomas, Mary and Judas by Willis Barnstone. New York, 2009, 589 – 611.

## Изследвания
- Кросни, Х. Изчезналото Евангелие. С., 2006
- Райт, Т. Иуда и Евангелие Иисуса. М., 2009
- Эрман, Б. Д. Утерянное Евангелие от Иуды. Новый взгляд на предателя и преданного. М., 2010
- Стефанов, П., архим. Ялдаваот. История и учение на гностическата религия. С., 2008